# Ein Held unserer Tage
Ein Held unserer Tage (Originaltitel: Un eroe dei nostri tempi) ist eine italienische Filmkomödie in Schwarzweiß aus dem Jahr 1955 von Mario Monicelli. Von ihm stammt auch das Drehbuch. Die Hauptrollen sind mit Alberto Sordi, Franca Valeri, Giovanna Ralli und Tina Pica besetzt. In Deutschland konnte man das Werk erstmals am 14. September 1969 im Programm der ARD sehen.
Im Jahr 2008 wurde die Komödie, für deren Filmmusik Nino Rota verantwortlich war, auf die offizielle, vom italienischen Kulturministerium gebilligte Liste „100 erhaltenswerte italienische Filme“ aufgenommen. Die 100 ausgewählten Filme entstanden zwischen 1942 und 1978 und haben das kollektive Gedächtnis Italiens maßgeblich geprägt.

## Handlung
Alberto Menichetti lebt bei einer Tante in einer kleinen Wohnung im Italien der 1950er Jahre. Alberto ist ein Mann, der nie ein Risiko eingeht – Wollpullover trägt er selbst noch im Mai. In seinem Taschenkalender schleppt er seine Alibis mit sich herum, und der hübschen Friseuse Marcella wirft er zwar feurige Blicke hinterher, aber er traut sich nicht, sie nach Hause zu begleiten, weil er glaubt, sie sei noch minderjährig.
Doch trotz aller krankhaften Vorsicht tappt Alberto immer wieder in sämtliche vorhandene Fettnäpfchen: Mit seiner Chefin, der Witwe De Ritis, die ihn begehrt, lässt er sich im Büro auf ein kleines Techtelmechtel ein und muss danach die Kündigung fürchten; bei der Polizei gerät er in den Verdacht, ein Bombenleger zu sein, und Marcellas strammer Freund Fernando will ihn verprügeln, weil er in ihm den Nebenbuhler (und möglichen Vater von Marcellas ungeborenem Kind) sieht.
Als bei einer Wahlversammlung wirklich eine Bombe explodiert, findet Alberto sich im Handumdrehen auf dem Polizeirevier wieder, umringt von einem Kreis wütender Freunde und Bekannten und mit schlotternden Knien. Am Ende muss die angeberische „Diplomatenwitwe“ De Ritis zugeben, dass ihr Mann kein Botschafter war, sondern nur als untergeordneter Angestellter in der Botschaft tätig war.

## Kritik
Der Evangelische Film-Beobachter fasst seine Kritik so zusammen: „Der Streifen, über große Strecken nur ein unverbindlicher und an der Oberfläche bleibender Spaß, lebt von der darstellerischen Leistung Alberto Sordis in der Rolle eines Konjunkturritters.“  Das Lexikon des internationalen Films kommt zu einem ähnlichen Urteil. Es bemerkt lapidar, der Film sei zwar in der Hauptrolle gut gespielt, letztlich aber eine oberflächliche Komödie.